# Hunting High and Low (canción de Stratovarius)
«Hunting High And Low» es la primera canción del disco Infinite de Stratovarius publicado el 2 de febrero de 2000 de la cual sacaron un videoclip en el año 2000 dirigido por "Soko Kaukoranta" por la compañía Nuclear Blast. Timo Tolkki define a esta canción como una canción que tiene esperanza y que todo puede ir mal pero nunca hay que perder la esperanza. El sencillo entró en el puesto número 4 en Finlandia.

## Listado de canciones
1. «Hunting High and Low» - 4:09
2. «Millennium» - 4:09
3. «Neon Light Child» - 5:06
4. «Hunting High and Low» (Demo Versión) - 4:19
5. «Millennium» (Demo Versión) - 4:10

## Personal
- Timo Kotipelto - Voz
- Timo Tolkki - Guitarras
- Jari Kainulainen - Bajo
- Jens Johansson - Teclados
- Jörg Michael - Batería

## Posiciones
| Listas (2000) | Posición |
| ------------- | -------- |
| Finlandia     | 4        |